# 罗带河
罗带河，位于中国海南省东方市中部的罗带镇，发源于东方市境内的茅刀岭，至八所港入南海北部湾。旱年断流。中、下游两岸为平原地区。
中游建有高坡岭水库。  